# Синдром Гедінгера
Синдром Гедінгера (синдром пристінкового та клапанного фіброзу ендокарда правої половини серця, англ. Carcinoid Heart Disease – CHD) — один з проявів карциноїдного синдрому, різновиду ендокринної групи паранеопластичного синдрому при нейроендокринних пухлинах, які продукують серотонін.

## Історія
Синдром одержав назву на честь Крістофа Гедінгера (нім. Christoph Hedinger, 1917—1999), швейцарського патологоанатома і судового патологоанатома.

## Клінічні прояви
Синдром виникає на тлі значного підвищення концентрації серотоніну та 5-гідроксиіндолоцтової кислоти (англ. 5-HIAA), а також інших фіброзопровокуючих факторів — тахікінів, фактора росту сполучної тканини, трансформуючого фактора росту та ін. — у крові пацієнтів з карциноїдним синдромом при пухлинах нейроендокринної системи.
Основна клінічна картина у пацієнтів з нейроендокринними пухлинами, які продукують серотонін та інші біологічно активні речовини, зумовлена симптомами карциноїдного синдрому, а синдром Гедінгера, який трапляється у 25–50 % пацієнтів з карциноїдним синдромом при нейроендокринних пухлинах тонкої кишки, є одним з його проявів.
Синдром Гедінгера асоціюється з поганим прогнозом і проявляється клінічними симптомами дилатації правого передсердя або недостатністю тристулкового клапана, хоча і дещо покращився протягом останніх 20 років (2000—2018) — із 30 % 5-річної виживаності (1980) до близько 55 % завдяки вдосконаленню кардіальної хірургії з імплантацією штучних клапанів серця.

## Діагностика
Найбільш ефективний метод діагностики синдрому Гедінгера — трансторакальна ехокардіографія. МРТ серця та допплерографія — також інформативні методи діагностування цієї патології.
За допомоги ехокардіографії виявляється потовщення та ущільнення ендокарду правого передсердя та правого шлуночка, ураження тристулкового клапану з його недостатністю різного ступеню та ураження клапану легеневої артерії (його стеноз).
Ехокардіографію слід проводити пацієнтам зі значним підвищенням (більше ніж у п'ять разів понад верхню межу норми) сироваткового серотоніну та/або 5-гідроксиіндолоцтової кислоти у добовій сечі, ознак та симптомів карциноїдної хвороби серця або якщо планується велика операція.
Лабораторна діагностика полягає у виявленні підвищених рівнів метаболітів речовин, які продукує пухлина, зокрема — вміст 5-гідроксиіндолоцтової кислоти у добовій сечі або серотоніну у венозній крові

## Лікування
Лікування серцевої недостатності, спричиненої синдромом Гедінгера, проводиться, коли в цьому є потреба. Пролонговані октреотиди (ланреотид або октреотид) обов'язково застосовуються як основні препарати, які збільшують кардіальний резерв та відносно ефективно усувають симптоми, але не покращують прогноз та не запобігають прогресуванню фіброзу ендокарду та ураження клапанів. Пацієнтам, у яких шляхом медикаментозного лікування аналогами соматостатину вдалося усунути карциноїдний синдром та стабілізувати розвиток нейроендокринної пухлини, яка продукує біологічно активні субстанції, показано трансплантацію штучних клапанів. Кардіальне хірургічне лікування проводиться перед плануванням резекції метастазів тонкокишкової нейроендокринної пухлини, хоча видалення метастазів покращує перебіг CHD.
Нещодавно встановлено наявність функціонуючого овального вікна при синдрому Гедінгера, хірургічне лікування якого покращує прогноз терапії та проводиться перед трансплантацією штучних клапанів.